# Ethnische Konflikte in Ghana
Der westafrikanische Staat Ghana ist von den ganz großen ethnischen Konflikten Afrikas verschont geblieben. Dennoch hat es seit Unabhängigkeit des Landes etliche ethnisch begründete Konflikte gegeben, von denen die meisten und schwersten im Norden des Landes in den 1980er und 1990er Jahren stattgefunden haben.

## Übersicht über die Konflikte
- Konkomba-Bimoba-Konflikte 1984, 1986/87 und 1989 (60 Tote, einige hundert Vertriebene)
- Nawuri-Gonja-Konflikt 1991 (78 Tote und hunderte Verletzte)
- Gonja-Vagla-Konflikt 1980
- Konkomba-Nanumba-Konflikt 1981
- Mamprusi-Kusasi-Konflikt 1982
- Konkomba-Nawuri-Konflikt 1990
- Gonja-Nawuri-Konflikt 1992
- Konkomba-Gonja-Konflikt 1992
- Konkomba-Mossi-Konflikt 1993
- „Perlhuhn-Krieg“ oder „Northern Conflict“ 1994/95, beginnend als Dagomba-Konkomba-Konflikt, der sich auf andere ethnische Gruppen ausweitete (2000, nach anderen Quellen auch 10.000 bis 20.000 Tote, 200.000 Vertriebene und 441 zerstörte Dörfer)